# Espartilho cônico Gaultier de Madonna

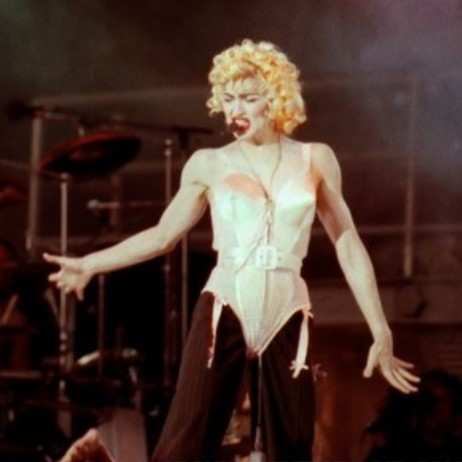
Madonna apresentado "Express Yourself" durante a Blond Ambition World Tour com o espartilho cônico criado por Jean-Paul Gaultier.

O espartilho cônico desenhado por Jean-Paul Gaultier e usado por Madonna durante a turnê Blond Ambition World Tour, em 1990, tornou-se uma das peças de vestuário mais célebres da cantora e do estilista francês. Símbolo da cultura popular, o traje é vista por especialistas como um marco na indústria da moda, representando uma "referência para a libertação das mulheres em todo o mundo".

## História
O estilista francês Jean-Paul Gaultier foi o responsável pela criação do espartilho cônico que Madonna usou na Blond Ambition World Tour (1990). O contato entre os dois ocorreu após um desfile de Paris, em outubro de 1989, e a colaboração resultou em um intenso processo criativo: Gaultier desenhou 1,500 modelos para ajudar a cantora a explorar combinações entre o masculino e o feminino. No total, foi produzido 150 peças de alta costura, não apenas para Madonna, mas também para seus dançarinos e vocalistas de apoio.
Jean-Paul Gaultier revelou que a inspiração para sua criação veio de uma exposição que visitou na infância com sua avó:
| When I was a child, my grandmother took me to an exhibition, and they had a corset on display. I loved the flesh color, the salmon satin, the lace. She explained that a corset was meant to help you, to make you stand up. It was a solution that I thought was beautiful. The gold conical bra was just an extension of that idea. | Quando criança, minha avó me levou a uma exposição onde um espartilho estava em exibição. Fiquei fascinado pela tonalidade da peça, pelo cetim salmão e pela delicadeza da renda. Ela me explicou que o espartilho ajudava a pessoa a manter a postura. Achei essa ideia belíssima, e o sutiã cônico dourado acabou sendo uma evolução desse conceito. |

O design pontiagudo do sutiã remonta à moda da década de 1940, especialmente ao estilo do bullet-bra. Madonna já havia usado um espartilho cônico no videoclipe de "Open Your Heart" (1986). O estilista revelou que ficou profundamente impressionado ao vê-la pela primeira vez na televisão, dando início a uma parceria duradoura. Madonna tornou-se sua musa, e o vínculo entre os dois é considerado um dos mais bem-sucedidos no mundo da moda e da música, sendo amplamente elogiado por especialistas como Paloma Herce e Eduardo Limón, este último disse:

### Espartilho cônico cor-de-rosa de "Express Yourself" (1990)
A Blond Ambition World Tour teve início no dia 13 de abril de 1990, em Chiba, no Japão, com o espetáculo abrindo com "Express Yourself". Inspirada no filme Metropolis, a apresentação contou com sete dançarinos e Madonna emergia de uma plataforma elevada, vestindo um terno preto e também usando um espartilho cônico cor-de-rosa de Jean-Paul Gaultier. feito com tecido lamé dos anos 1930. Acompanhada por Niki Haris e Donna De Lory, que usavam versões pretas do traje da cantora, Madonna apresentou uma coreografia ousada e teatral, culminando em "Open Your Heart", onde o espartilho rosa foi destaque.

### Versão dourada de "Like a Virgin" (1990)
No segundo segmento do concerto, Madonna apresentou "Like a Virgin" em uma cama de veludo vermelho, trajando um espartilho cônico dourado. Dois dançarinos a acompanharam, também usando sutiãs pontudos.

### Versão de 2012 – The MDNA Tour
Para a The MDNA Tour (2012), Gaultier refez o espartilho cônico em três dimensões, a qual afirmou:
| Ce que j'ai fait cette fois est un clin d'oeil au corset iconique du Blond Ambition tour mais réinterprété en 3D, en cuir verni à l'extérieur et cuir métallique à l'intérieur. C'est du masculin et du féminin, les classiques de Madonna et Jean Paul Gaultier réinterprétés pour 2012. | Desta vez, refiz o espartilho cônico da Blond Ambition Tour em três dimensões, com couro envernizado externo e interior metálico. A peça mescla elementos masculinos e femininos, trazendo uma nova visão dos clássicos de Madonna e Jean-Paul Gaultier para 2012. |

### Versão de 2023 – The Celebration Tour
Para a The Celebration Tour (2023–24), que celebrou os 40 anos de carreira de Madonna, Jean-Paul Gaultier refez sua icônica criação em um minivestido preto adornado com cristais. Sendo um dos últimos designs do estilista após sua aposentadoria, a peça também serviu como uma homenagem à artista.

### Outras recriações
Gaultier recriou o espartilho duas vezes em 2010: primeiro em sua coleção principal e depois para a marca italiana de lingerie La Perla, sem a participação de Madonna.

## Impacto
O espartilho cônico tornou-se um ícone da cultura popular, deixando uma marca definitiva na moda. Para especialistas, representou uma mudança significativa no setor, sendo considerado um símbolo da libertação feminina em todo o mundo.
Madonna foi a responsável por reviver o espartilho como peça de vestuário feminino e roupa exterior, resgatando-o do esquecimento desde a década de 1920 e transformando-o em um símbolo de sensualidade. O jornal Clarín destacou a influência da artista para o ressurgimento do traje. Com o tempo, essa tendência ficou conhecida como Underwear as Outerwear, consolidando a artista como pioneira. Sua ousadia inspirou diversos cantores a adotarem a estética em concertos, videoclipes e sessões fotográficas, incluindo Eminem, Thalía e Lady Gaga. Na edição de 1994 do Guinness Book of Records, foi registrado que o espartilho cônico criado por Gaultier foi leiloado pela Christie's, em Londres, por 12,100 euros, tornando-se sua peça mais valiosa na época. Anos depois, foi novamente leiloado, alcançando o valor de 52 mil dólares.
Para a jornalista de moda colombiana Pilar Castano, a revitalização do espartilho promovida pela parceria Gaultier-Madonna marcou um divisor de águas.

### Bibliografía
- Rettenmund, Matthew (1995). Encyclopedia Madonnica : Madonna--the woman and the icon--from A to Z (em espanhol). [S.l.]: St. Martin's Press. ISBN 0312117825. OCLC 31754462
- Rettenmund, Matthew (2015). Encyclopedia Madonnica 20 (em inglês) 2.ª ed. [S.l.: s.n.] ISBN 978-0-692-51557-0. OCLC 946645668